# North American Soccer League 2013
Il terzo campionato della NASL ed il 46° della seconda lega nazionale vede al via 8 squadre di cui 7 confermate dalla stagione precedente (Carolina RailHawks, Fort Lauderdale Strikers, Minnesota Stars FC, Atlanta Silverbacks, FC Edmonton e Tampa Bay Rowdies) e l'ingresso dei New York Cosmos. I Puerto Rico Islanders in febbraio decidono di auto-sospendersi dalla lega per avviare una ristrutturazione societaria. I Cosmos parteciperanno solo alla seconda parte della stagione.

## Formula
Il formato del campionato cambia con la divisione in due stagioni distinte (primavera ed autunno), ogni stagione è caratterizzata da un girone all'italiana con partite di andata e ritorno. Per decidere la squadra campione viene disputato il Soccer Bowl dai vincitori delle due stagioni.

## Squadre partecipanti
| Naz.                   | Squadra                 | Città/Zona               | Stadio                   |
| ---------------------- | ----------------------- | ------------------------ | ------------------------ |
| Stati Uniti (bandiera) | Atlanta Silverbacks     | Atlanta, GA, USA         | Atlanta Silverbacks Park |
| Stati Uniti (bandiera) | Carolina RailHawks      | Cary, NC, USA            | WakeMed Soccer Park      |
| Canada (bandiera)      | FC Edmonton             | Edmonton, AB, Canada     | Clarke Stadium           |
| Stati Uniti (bandiera) | Ft. Lauderdale Strikers | Fort Lauderdale, FL, USA | Lockhart Stadium         |
| Stati Uniti (bandiera) | Minnesota Utd           | Blaine, MN, USA          | National Sports Center   |
| Stati Uniti (bandiera) | N.Y. Cosmos             | New York, NY, USA        | James M. Shuart Stadium  |
| Stati Uniti (bandiera) | S.A. Scorpions          | San Antonio, TX          | Heroes Stadium           |
| Stati Uniti (bandiera) | Tampa Bay Rowdies       | Saint Petersburg, FL     | Progress Energy Park     |

## Classifica
- Spring Championship

| Pos | Squadra                 | PG | V | N | P | GF | GS | PU |
| --- | ----------------------- | -- | - | - | - | -- | -- | -- |
| 1   | Atlanta Silverbacks     | 12 | 6 | 3 | 3 | 20 | 15 | 21 |
| 2   | Carolina RailHawks      | 12 | 5 | 5 | 2 | 20 | 16 | 20 |
| 3   | S.A. Scorpions          | 12 | 6 | 2 | 4 | 19 | 15 | 20 |
| 4   | Tampa Bay Rowdies       | 12 | 5 | 3 | 4 | 21 | 16 | 18 |
| 5   | FC Edmonton             | 12 | 3 | 5 | 4 | 13 | 12 | 14 |
| 6   | Minnesota Utd           | 12 | 4 | 2 | 6 | 18 | 23 | 14 |
| 7   | Ft. Lauderdale Strikers | 12 | 2 | 2 | 8 | 10 | 24 | 8  |

- Fall Championship

| Pos | Squadra                 | PG | V | N | P  | GF | GS | PU |
| --- | ----------------------- | -- | - | - | -- | -- | -- | -- |
| 1   | N.Y. Cosmos             | 14 | 9 | 4 | 1  | 22 | 12 | 31 |
| 2   | Carolina RailHawks      | 14 | 7 | 2 | 5  | 21 | 16 | 23 |
| 3   | Tampa Bay Rowdies       | 14 | 5 | 5 | 4  | 30 | 27 | 20 |
| 4   | Minnesota Utd           | 14 | 6 | 2 | 6  | 21 | 19 | 20 |
| 5   | Ft. Lauderdale Strikers | 14 | 5 | 3 | 6  | 18 | 20 | 18 |
| 6   | FC Edmonton             | 14 | 3 | 7 | 4  | 13 | 14 | 16 |
| 7   | Atlanta Silverbacks     | 14 | 4 | 4 | 6  | 14 | 22 | 16 |
| 8   | S.A. Scorpions          | 14 | 3 | 1 | 10 | 15 | 24 | 10 |

### Soccer Bowl
| Arbitro: | Edvin Jurisevic |

|  |           |           |
|  | Marcatori | 50’ Senna |

## Verdetti
N.Y. Cosmos campione NASL 2013 (primo titolo)